# Großer Östlicher Bandfüßer
Der Große Östliche Bandfüßer (Polydesmus complanatus), auch Abgeplatteter Bandfüßer genannt, ist eine Art der zu den Doppelfüßern gehörenden Bandfüßer und von Mittel- bis Osteuropa verbreitet. Es handelt sich um die östliche Schwesterart des Großen Westlichen Bandfüßers (Polydesmus angustus).

## Merkmale
Die Körperlänge beträgt 15–23 mm. Der Körper besteht aus 20 Körperringen, die Seitenflügel (Paranota) der vorderen Rückenschilde sind aufgekrümmt und aufgehellt. Die Ventralspange weist einen spitzen Zahn auf, der Halsschild ist so breit wie der Kopf.

### Ähnliche Arten
Bei einer Größe von über 20 mm kann die Art nur mit Polydesmus angustus verwechselt werden. Bei dieser Art sind jedoch die vorderen Seitenflügel nicht aufgewölbt, die Ventralspange weist zwei breite und einen spitzen Zahn auf und der Halsschild ist schmaler als der Kopf. Die beiden Arten zeigen ein annähernd parapatrisches Areal, was normalerweise auf Unterartstatus hinweisen könnte. Die männlichen Gonopoden der beiden Arten unterscheiden sich jedoch morphologisch sehr deutlich und von historischer Zeit bis heute findet eine zunehmende Überlappung der Areale statt.
Bei einer Größe von unter 20 mm ist auch eine Verwechslung mit Polydesmus denticulatus, Polydesmus inconstans und Propolydesmus testaceus möglich. Bei P. testaceus ist der Halsschild jedoch viel schmaler als der Kopf und die Ventralspange weist drei spitze Zähne auf. P. denticulatus besitzt keulenförmige Borsten und die Ventralspange hat zwei spitze Zähne. Bei P. inconstans weist die Ventralspange zwei breite und einen spitzen Zahn auf. Mit einer Kombination von Fundort, Lebensraum, Größe und Aussehen sollten Verwechslungen mit diesen drei Arten jedoch unwahrscheinlicher sein.

## Verbreitung
Die Art ist in Mittel-, Nord- und Osteuropa verbreitet und die östliche Schwesterart von Polydesmus angustus. Die Westgrenze des Verbreitungsgebiets läuft durch Deutschland. Weitere bekannte Vorkommen gibt es in Österreich, Polen, Tschechien, der Slowakei, Ungarn, Rumänien, Bulgarien, Italien, Slowenien, Kroatien, Serbien, Litauen, Lettland, Estland, der Ukraine, Russland sowie dem Süden Norwegens und Finnlands und dem Süden bis Osten Schwedens. In Russland kommt die Art etwa bis zum Ural vor.
In Deutschland ist die Art nur im Osten zu finden. In Schleswig-Holstein wurde sie im 20. Jahrhundert südwestlich von Kiel gefunden, in jüngerer Zeit jedoch nicht mehr, in Mecklenburg-Vorpommern ist sie außer im Südwesten fast überall zu finden, auch auf Rügen. In Brandenburg, Berlin und Sachsen kommt P. complanatus ebenfalls weit verbreitet vor. Aus Sachsen-Anhalt gibt es nur wenige Funde aus dem äußersten Südosten, in Thüringen lebt die Art fast nur in der östlichen Hälfte des Bundeslandes. In Bayern kommt die Art im Osten von der Grenze zu Thüringen über das Fichtelgebirge, den Oberpfälzer Wald, die Gegend um Regensburg und den Bayerischen Wald bis zum Inn vor. Entlang der Alpen lebt die Art im Süden Bayerns vom Ammergebirge bei Garmisch-Partenkirchen bis zum Landkreis Berchtesgadener Land und dringt nördlich knapp bis München vor. Überschneidungen mit der westlichen Schwesterart Polydesmus angustus gibt es in Deutschland mittlerweile im größten Teil dieses Verbreitungsgebiets, da sich P. angustus kontinuierlich nach Osten ausbreitet. Im Norden von Mecklenburg-Vorpommern, im größten Teil Brandenburgs, im Oberpfälzer Wald und im südöstlichsten Bayern kommt jedoch nur P. complanatus vor.
Polydesmus complanatus und Polydesmus angustus stammen von einer Art ab, die die Eiszeit südwestlich und südöstlich der Alpen überdauerte. Durch die geographische Isolation entstanden zwei Arten, die sich postglazial von westlicher und östlicher Richtung nach Mitteleuropa ausbreiteten. Polydesmus complanatus hat sich dabei von eiszeitlichen Rückzugsgebieten in Osteuropa aus nach Deutschland ausgebreitet. Vor fast 100 Jahren verlief die Front zwischen den aneinandergrenzenden Arealen der beiden Arten mit wenigen Ausnahmen entlang einer Linie senkrecht zum Harz durch Thüringen und Bayern. In neuerer Zeit ist für Brandenburg und besonders Sachsen bis Ostsachsen eine Vielzahl von Funden der westlichen Art P. angustus zu verzeichnen. Bei diesem Artenpaar gilt die westliche Art P. angustus als expansiver.
Polydesmus complanatus gilt in Deutschland als ungefährdet.

## Lebensraum
In Deutschland gilt die Art als stenöke, mesobionte Waldart, die Erlenbrüche und feuchte Laubwälder besiedelt. Es werden jedoch auch trockene Wälder und seltener feuchtes Offenland besiedelt. Der Grad der Synanthropie ist sehr gering, es werden fast nur natürliche Biotope besiedelt. In Mecklenburg-Vorpommern wird die Art meistens in Erlenbrüchen, Laubwäldern, Kiefern- und Kiefernbirkenwäldern und Hypnum-Polstern gefunden, in Brandenburg in Erlenbrüchen, Laubwäldern und Kiefernwäldern und in Sachsen-Anhalt generell vor allem in Wäldern.

## Lebensweise
Phänologisch betrachtet handelt es sich bei P. complanatus um eine mehrjährige Frühjahrs-Herbst-Art. Die meisten Exemplare werden im Mai, Juni und Oktober gefunden, von Dezember bis März werden nur selten Exemplare gefunden. Die Weibchen der Art zeigen Ansätze von Brutpflege, indem sie noch einige Tage auf oder bei dem Nest verweilen.

## Taxonomie
Die Art wurde 1761 von Carl von Linné unter dem Namen Julus complanatus erstbeschrieben. Weitere Synonyme lauten Polydesmus constrictus Latzel, 1884, Polydesmus balticus Verhoeff, 1907, Polydesmus fluviatilis Verhoeff, 1907, Polydesmus brohmeri Schubart, 1964 und Polydesmus calaber Strasser, 1970.
Es werden 9 Unterarten unterschieden:
- Polydesmus complanatus calaber Strasser, 1969
- Polydesmus complanatus complanatus (Linnaeus, 1761)
- Polydesmus complanatus constrictus Latzel, 1884
- Polydesmus complanatus illyricus Verhoeff, 1898
- Polydesmus complanatus intermedius Attems, 1904
- Polydesmus complanatus montanus Daday, 1889
- Polydesmus complanatus salicis Verhoeff
- Polydesmus complanatus savonensis Verhoeff, 1907
- Polydesmus complanatus szinnensis (Attems)